# Ahmed El-Ahmar
Ahmed El-Ahmar (Giza, 27 de enero de 1984) es un jugador de balonmano egipcio que juega de lateral derecho en el Zamalek SC. Es internacional con la selección de balonmano de Egipto.

## Palmarés

### Zamalek
- Liga de Egipto de balonmano (7): 2005, 2009, 2010, 2016, 2019, 2020, 2021
- Copa de Egipto de balonmano (3): 2006, 2008, 2016
- Liga de Campeones de África de balonmano (4): 2011, 2017, 2018, 2019
- Recopa de África de balonmano (4): 2009, 2010, 2011, 2016
- Supercopa de África de balonmano (5): 2010, 2011, 2012, 2018, 2019

### El Jaish
- Liga de Catar de balonmano (1): 2014

### Flensburg-Handewitt
- Copa de Alemania de balonmano (1): 2015

## Clubes
| Club                            | País           | Año         |
| ------------------------------- | -------------- | ----------- |
| Zamalek SC                      | Egipto         | 2004 - 2012 |
| El Jaish SC                     | Catar          | 2012 - 2015 |
| Zamalek SC                      | Egipto         | 2015 - Act. |
| SG Flensburg-Handewitt (cedido) | Alemania       | 2015        |
| Khaleej Club (cedido)           | Arabia Saudita | 2022        |